# Argyroderma patens
Argyroderma patens är en isörtsväxtart som beskrevs av L. Bol. Argyroderma patens ingår i släktet Argyroderma och familjen isörtsväxter. Inga underarter finns listade i Catalogue of Life.